# Fourmies (Nord)
Fourmies település Franciaországban, Nord megyében. Lakosainak száma 11 528 fő (2022. január 1.). Fourmies Clairfontaine, Mondrepuis, Trélon, Wignehies, Anor, Féron és Glageon községekkel határos.

## Népesség
A település népességének változása:
| Lakosok száma | 12 581 | 12 364 | 12 353 | 11 727 | 11 714 | 11 563 | 11 403 | 11 456 | 11 528 |
|               | 2013   | 2015   | 2016   | 2017   | 2018   | 2019   | 2020   | 2021   | 2022   |